# Philicranae flavosignata
Philicranae flavosignata är en insektsart som beskrevs av Willemse, C. 1955. Philicranae flavosignata ingår i släktet Philicranae och familjen gräshoppor. Inga underarter finns listade i Catalogue of Life.